# Salcedo (Södra Ilocos)
Salcedo (Bayan ng Salcedo) är en kommun i Filippinerna. Kommunen ligger på ön Luzon, och tillhör provinsen Södra Ilocos. Folkmängden uppgår till 10 409 invånare.

## Barangayer
Salcedo är indelat i 21 barangayer.
| - Atabay - Calangcuasan - Balidbid - Baluarte - Baybayading - Boguibog - Bulala-Leguey - Kaliwakiw - Culiong - Dinaratan - Kinmarin | - Lucbuban - Madarang - Maligcong - Pias - Poblacion Norte - Poblacion Sur - San Gaspar - San Tiburcio - Sorioan - Ubbog |